# Meștera
Meștera – wieś w Rumunii, w okręgu Marusza, w gminie Stânceni. W 2011 roku liczyła 449 mieszkańców.